# Live and Let Die (canção)
"Live and Let Die" é uma canção do grupo Wings, composta por Paul McCartney e sua esposa Linda para o oitavo filme da franquia James Bond, Live and Let Die. Após seu lançamento em 1973, a música se tornou um grande sucesso, chegando ao segundo lugar nas paradas americanas e o sétimo nas britânicas, e mais tarde foi indicada ao Oscar de melhor canção original (perdendo para "The Way We Were").
Após os produtores do filme contratarem o produtor dos Beatles George Martin para a trilha sonora, pediram a ele que chamasse McCartney para compor a música-tema, mas com a intenção de outro artista cantar. Ele concordou, desde que a versão dos créditos fosse dos próprios Wings, e acataram a sugestão. A canção foi gravada durante as sessões do álbum Red Rose Speedway. Durante o filme, outra versão da música é apresentada, cantada por Brenda Arnau enquanto Bond está em um clube, mas esta não aparece no álbum da trilha sonora.
A música também aparece nos filmes Shrek the Third, Grosse Pointe Blank e The In-Laws, American Hustle, bem como em um episódio da série de televisão Life on Mars.

## Composição
Paul compôs a canção-tema do filme após ler a adaptação do filme em apenas uma tarde de sábado, finalizando-a no domingo. Linda escreveu o trecho “what’s the matter to ya”, em ritmo de reggae. A canção foi gravada durante as sessões do álbum Red Rose Speedway. Durante o filme, outra versão da música é apresentada, cantada por Brenda Arnau enquanto Bond está em um clube, mas esta não aparece no álbum da trilha sonora. O compacto dos Wings com Live and Let Die / I Lie Around foi lançado em 1/6/1973 no Reino Unido e em 18/6 nos Estados Unidos.

## Posição nas paradas musicais
| Parada (1973)                               | Melhor posição |
| ------------------------------------------- | -------------- |
| Austrália (Kent Music Report)               | 5              |
| Bélgica (Ultratop 50 da Valônia)            | 32             |
| Canadá (RPM 100 Top Singles)                | 2              |
| Japão (Oricon)                              | 25             |
| Países Baixos (Dutch Top 40)                | 27             |
| Países Baixos (Single Top 100)              | 29             |
| Nova Zelândia (Listener)                    | 20             |
| Noruega (VG-lista)                          | 2              |
| Reino Unido (UK Singles Chart)              | 9              |
| Estados Unidos (Billboard Hot 100)          | 2              |
| Estados Unidos (Billboard Easy Listening)   | 8              |
| Estados Unidos (Cash Box Top 100)           | 1              |
| Estados Unidos (Record World Singles Chart) | 1              |
| Alemanha Ocidental (Official German Charts) | 31             |

| Parada (1973)                      | Posição |
| ---------------------------------- | ------- |
| Austrália                          | 36      |
| Canadá                             | 39      |
| Estados Unidos (Cash Box)          | 33      |
| Estados Unidos (Billboard Hot 100) | 56      |

## Versãocoverde Guns N' Roses
"Live and Let Die" foi lançado como segundo single do álbum Use Your Illusion I. Um vídeo da música foi feito em novembro de 1991 com a banda tocando ao vivo no palco e mostrando fotos antigas. O vídeo também foi feito pouco antes Izzy Stradlin sair da banda e foi o último vídeo onde ele aparece. Tornou-se um hit top 40, chegando a 33 na Quadro de avisos Hot 100 e também ficou na 20 no Mainstream Rock. A Música também está presente no Greatest Hits da banda.

## Outroscovers
A primeira cover da música foi uma versão big band por Stan Kenton e sua orquestra, em 1973.
A banda de heavy metal, Lizzy Borden, fez uma versão ao vivo para o álbum The Murderess Metal Road Show, lançado em 1986.
The Pretenders também fez uma versão da música para o álbum do compositor David Arnold Shaken and Stirred: The David Arnold James Bond Project.
A cantora Fergie gravou a canção para um especial da CBS, e uma versão pela cantora Duffy será lançada no álbum de caridade Heroes, previsto para 2009.
A então ex-Spice Girls, Geri Halliwell, gravou a música para o lançamento de Lift Me Up, terceiro single do seu primeiro álbum solo, Schizophonic, em 1999.